# Tshakhuma Tsha Madzivhandila FC
Tshakhuma Tsha Madzivhandila Football Club w skrócie Tshakhuma Tsha Madzivhandila FC, a wcześniej znany jako Marumo Gallants FC – południowoafrykański klub piłkarski grający w południowoafrykańskiej drugiej lidze, mający siedzibę w mieście Thohoyandou.

## Sukcesy
- Nedbank Cup[1]:
  - zwycięstwo (1): 2020/2021

## Występy w afrykańskich pucharach
| Sezon     | Rozgrywki           | Runda    | Kraj                          | Klub            | Dom | Wyjazd | Dwumecz |
| --------- | ------------------- | -------- | ----------------------------- | --------------- | --- | ------ | ------- |
| 2021/2022 | Puchar Konfederacji | 1        | Gwinea Równikowa              | Futuro Kings FC | 3–0 | 1–2    | 4–2     |
| 2021/2022 | Puchar Konfederacji | 2        | Demokratyczna Republika Konga | AS Vita Club    | 2–1 | 1–1    | 3–2     |
| 2021/2022 | Puchar Konfederacji | play-off | Demokratyczna Republika Konga | TP Mazembe      | 0–0 | 0–1    | 0–1     |

## Stadion
Domowe mecze klub rozgrywa na stadionie o nazwie Peter Mokaba Stadium w Polokwane. Stadion może pomieścić 45264 widzów.

## Reprezentanci kraju grający w klubie
Stan na styczeń 2023.
| - Phumelele Bhengu - Edward Manqele - Oupa Manyisa - David Mathebula - Brighton Mhlongo - Thabo Mnyamane - Monde Mphambaniso - Dumisani Ngwenya - Lehlohonolo Nonyane - Tokelo Rantie - Kamogelo Sambo - Moeketsi Sekola - Diamond Thopola - Miguel Timm | - Mogakolodi Ngele - Laudit Mavugo - Jean Munganga - Anthony Mfa Mezui - Tšoarelo Bereng - Tumelo Makha - Motlomelo Mkhwanazi - Joseph Kamwendo - Atusaye Nyondo - Justin Shonga - Washington Arubi - Farai Madhanaga - Carlington Nyadombo - Edmore Sibanda |